# 1991 EJ
1991 EJ är en trojansk asteroid i Jupiters lagrangepunkt L4. Den upptäcktes 10 mars 1991 av den australiensiske astronomen Robert H. McNaught vid Siding Spring-observatoriet.
Asteroiden har en diameter på ungefär 36 kilometer.